# عبد الناصر شباب
عبد الناصر شباب مواليد 27 سبتمبر 1965، هو ملاكم محترف أردني. شارك في دورة الألعاب الأولمبية الصيفية سنة 1988. حيث خسر أمام الملاكم الكيني ديفيد كاماو.

## روابط خارجية
- عبد الناصر شباب على موقع اللجنة الأولمبية الدولية (الإنجليزية)
- عبد الناصر شباب على موقع أوليمبيديا (الإنجليزية)